# Serokonversion
Serokonversion ist der medizinische Fachausdruck für die Phase einer Impfung oder einer Infektion, in der spezifische Antikörper gegen Antigene eines Fremdkörpers erstmals im Blutserum nachweisbar sind. Der Begriff Serokonversion umfasst ferner den Wechsel der Antikörperklasse im Verlauf einer Impfung bzw. Infektion von frühen Antikörpern (IgM) zu späten Antikörpern (IgG). Es handelt sich dabei um die serologische Antwort des Immunsystems.
Nach der Serokonversion ist ein zuvor negativer Nachweistest für IgG-Antikörper positiv. Antigene des Fremdkörpers sind hingegen meist nicht mehr nachweisbar.

## Feststellung
Das Auftreten spezifischer Antikörper wird mit ELISA-Tests erkannt, beispielsweise bei der Diagnose von HIV. Verglichen mit einer PCR ist der ELISA relativ kostengünstig. Er dient auch dazu, das aktuelle Infektionsgeschehen bei der von SARS-CoV-2 verursachten Pandemie COVID-19 zu verfolgen. Systematische, repräsentative Antikörper-Tests verschaffen einen Überblick über den erreichten Grad der Immunisierung der Bevölkerung, da sie auch stille Serokonversionen erfassen. Eine stille Serokonversion geschieht in einem Infizierten, der sonst kaum Symptome zeigt.
Ein Maß für das Infektionsgeschehen in der Bevölkerung ist die Serokonversionsrate, der Anteil der Bevölkerung, der pro Zeitspanne serokonvertiert und gegen erneute Infektion (wahrscheinlich) immun ist.